# Chalcis neptis
Chalcis neptis är en stekelart som beskrevs av Burks 1940. Chalcis neptis ingår i släktet Chalcis och familjen bredlårsteklar. Inga underarter finns listade i Catalogue of Life.